# Streltsi (distrikt i Bulgarien, Plovdiv)
Streltsi (bulgariska: Стрелци) är ett distrikt i Bulgarien.   Det ligger i kommunen Obsjtina Brezovo och regionen Plovdiv, i den centrala delen av landet, 140 km öster om huvudstaden Sofia.
Trakten runt Streltsi består till största delen av jordbruksmark. Runt Streltsi är det glesbefolkat, med 17 invånare per kvadratkilometer.